# Hvam Stationsby
Hvam Stationsby – miasto w Danii, w regionie Jutlandia Środkowa, w gminie Viborg.